# Adenomus kandianus
Adenomus kandianus là một loài cóc trong họ Bufonidae, chúng là loài đặc hữu của Sri Lanka. Nó là một loài sống ở vùng cao chỉ được biết đến từ một số địa phương. Tên cụ thể kandianus có nghĩa là "từ Kandy" và dường như gợi ý rằng loài này đến từ gần thành phố Kandy.